# Han Sung-hee
Han Sung-hee (koreanisch 한성희; * 13. November 1990 in Seoul) ist eine ehemalige südkoreanische Tennisspielerin.

## Karriere
Han begann mit neun Jahren das Tennisspielen und bevorzugt Hartplätze. Sie gewann einen Einzel- und sieben Doppeltitel auf Turnieren des ITF Women’s Circuit.
2012 und 2013 trat sie für die südkoreanische Fed-Cup-Mannschaft an. In acht Matches konnte sie dreimal als Siegerin vom Platz gehen bei fünf Niederlagen. Sie gewann zwei ihrer sieben Einzel und ein Doppel.

## Turniersiege

### Einzel
| Nr. | Datum           | Turnier  | Kategorie   | Belag     | Finalgegnerin    | Ergebnis              |
| --- | --------------- | -------- | ----------- | --------- | ---------------- | --------------------- |
| 1.  | 30. August 2015 | Gimcheon | ITF $10.000 | Hartplatz | Kanami Nishimura | 5:7, 7:5, 4:1 Aufgabe |

### Doppel
| Nr. | Datum             | Turnier  | Kategorie   | Belag     | Partnerin       | Finalgegnerinnen                      | Ergebnis          |
| --- | ----------------- | -------- | ----------- | --------- | --------------- | ------------------------------------- | ----------------- |
| 1.  | 21. Juni 2008     | Gurgaon  | ITF $10.000 | Hartplatz | Parija Maloo    | Cassandra Chan Julia Moriarty         | 6:3, 6:4          |
| 2.  | 16. April 2011    | Incheon  | ITF $25.000 | Hartplatz | Hong Hyun-hui   | Kao Shao-yuan Varatchaya Wongteanchai | 6:3, 7:63         |
| 3.  | 7. Mai 2011       | Buxoro   | ITF $25.000 | Hartplatz | Liang Chen      | Nina Brattschikowa Xenija Palkina     | 4:6, 7:65, [10:5] |
| 4.  | 5. September 2015 | Yeongwol | ITF $10.000 | Hartplatz | Hong Seung-yeon | You Xiaodi Zhang Yukun                | 7:5, 3:6, [10:7]  |
| 5.  | 13. Dezember 2015 | Hongkong | ITF $10.000 | Hartplatz | Kim Na-ri       | Emma Laine Yukina Saigō               | 3:6, 6:3, [10:8]  |
| 6.  | 28. Mai 2016      | Incheon  | ITF $25.000 | Hartplatz | Makoto Ninomiya | Kamonwan Buayam Lee Pei-chi           | 6:3, 6:1          |
| 7.  | 10. Juni 2017     | Gimcheon | ITF $15.000 | Hartplatz | Hong Seung-yeon | Kim Da-bin Lee So-ra                  | 3:6, 6:4, [10:5]  |